# III. Gaston candale-i gróf
III. Gaston (1480 körül – 1536), ragadványneve: Sánta Gaston, franciául: Gaston III Le Boiteux de Foix, okcitánul: Gaston III de Fois-Candale, comte de Benaujas e de Candale, latinul: Vedastus III de Fuxio, comes Candaliae, Candale és Benauges grófja, Castillon algrófja, Doazit bárója, Buch ura (captal), Grailly ura. Candale-i Anna magyar, horvát és cseh királyné bátyja és II. Lajos magyar király nagybátyja. Anyja révén a születésekor a 8. helyen állt a Navarrai Királyság trónöröklési listáján, amikor a Foix-házi I. Ferenc Phoebus ült Navarra trónján.

## Élete
Apja II. Gaston János, Candale grófja, I. Jánosnak (1410 után–1485), Candale és Benauges grófjának, valamint De la Pole Margitnak (1426–1485), Kendal grófnéjának a fia. Édesanyja Foix Katalin navarrai infánsnő, I. Eleonóra navarrai királynő és IV. Gaston foix-i gróf lánya.
Az első Foix grófi ház I. Mátyás (1363–1398) foix-i grófnak – és felesége, Johanna aragón infánsnő (1375–1407) jogán 1398-ban aragón trónkövetelőnek – a gyermektelen halála után 1398-ban a nővérének, Foix Izabellának (Erzsébet; 1361–1428) Archambaud (Arquimbald) de Graillyvel, Benauges algrófjával (1430/45 körül–1412) történt házassága révén átadta helyét a Grailly-háznak, azaz a második Foix grófi háznak, ezért használják mindkét megjelölést külön-külön, vagy éppen a kettőt kombinálva az új uralkodóház megjelölésére.
Az uralkodócsalád már a királyi cím megszerzése előtt is a francia főnemesség tagja volt, viszont birtokaiknak dél-franciaországi elhelyezkedése miatt az occitán nyelvterülethez is erősen kötődtek, így a családtagok mindenképpen kétnyelvűek lehettek.
A szülei 1479. június 5-én kötötték meg a házassági szerződést, ezért Gaston mint elsőszülött legkorábban csak 1480-ban születhetett.
Gaston apja 1500-ban halt meg, de a halála pontos dátuma nem ismert, csak a végrendeletének időpontja, mely 1500. március 25-én történt. Apját követte grófsága élén. Húga, Candale-i Anna a francia udvarba került az elsőfokú unokatestvére, Bretagne-i Anna királyné pártfogása alá, aki II. Ulászló magyar és cseh királyhoz adta feleségül 1502-ben.
Gaston 1505. május 21-én feleségül vette Márta (Mattea) astaraci grófnőt, aki 1511-ben megörökölte az Astaraci Grófságot az apjától, IV. Jánostól.

## Gyermekei
- Feleségétől, Márta (Mattea) (–1569) astaraci grófnőtől, 10 gyermek:
  - (Idősebb) Károly  (?–1528), Astarac grófja
  - Frigyes (?–1571), I. Frigyes néven Candale, Benauges és Astarac grófja, felesége Rochefaucauld-i Franciska (–1583), 3 gyermek
  - János (–1532), Astarac grófja, jegyese, Albret Anna navarrai régensnő (1492–1532), III. (Albret) János és I. (Foix) Katalin navarrai királyok elsőszülöttje
  - Péter
  - Ferenc (1512–1594), Aire püspöke
  - Kristóf (?–1570), Aire püspöke
  - (Ifjabb) Károly  (?–1576 után), Villefranche és Moncassin ura, felesége Anticameratai Anna, 3 gyermek
  - Mária, férje Gui d'Aydie, Ribérac algrófja, utódok
  - Franciska (megh. fiatalon)
  - Jakobea, apáca